# NGC 213
NGC 213 est une galaxie spirale barrée située dans la constellation des Poissons. Sa vitesse par rapport au fond diffus cosmologique est de 5 106 ± 24 km/s, ce qui correspond à une distance de Hubble de 75,3 ± 5,3 Mpc (∼246 millions d'al). Elle a été découverte par l'astronome germano-britannique William Herschel en 1784.
La classe de luminosité de NGC 213 est I et elle présente une large raie HI.
En raison d'une brillance de surface égale à 14,14 mag/am2, on peut qualifier NGC 213 de galaxie à faible brillance de surface (LSB en anglais pour low surface brightness). Les galaxies LSB sont des galaxies diffuses (D) avec une brillance de surface inférieure de moins d'une magnitude à celle du ciel nocturne ambiant.
À ce jour, trois mesures non basées sur le décalage vers le rouge (redshift) donnent une distance de 74,400 ± 1,539 Mpc (∼243 millions d'al), ce qui est  à l'intérieur des valeurs de la distance de Hubble.